# Kei Mouth
Kei Mouth (afrikaans Keimond) ist eine Küstenort am Indischen Ozean in der Lokalgemeinde Great Kei der südafrikanischen Provinz Eastern Cape. Im Jahre 2011 hatte Kei Mouth 291 Einwohner in 179 Haushalten.

## Geografie
Kei Mouth befindet sich an der Mündung des Great Kei River auf einer Anhöhe des rechtsseitigen Ufers. Die Flussmündung ist als Ästuar ausgebildet, das reich an Sandbänken ist. Diese Sandführung gab dem Fluss und damit dem Ort seinen Namen.
Im Ort befindet sich die Kirche St. Peter’s, die von verschiedenen christlichen Glaubensrichtungen genutzt wird.

## Verkehr
Auf dem Landweg ist Kei Mouth über die Regionalstraße R349 erreichbar, die nördlich bei East London von der Nationalstraße N2 abzweigt. Eine Personen- und Autofähre trägt zur Erreichbarkeit des östlichen Ufers bei, von wo die R349 durch bergiges Land der ehemaligen Transkei über Centane in Richtung Willowvale verläuft. Über eine Landstraße kann der südwestlich gelegene Küstenort Morgan’s Bay erreicht werden.
Ferner ist es möglich, mit einem Kleinflugzeug den Kei Mouth Airport zu nutzen.

## Sehenswürdigkeiten
- Mündungsareal des Great Kei
- Cape Morgan Nature Reserve (Naturschutzgebiet unter Leitung der Provinzverwaltung) mit ehemaligem Titanerzbergwerk[5]
- ein 1964 erbauter Leuchtturm im Naturschutzgebiet.[5]

## Galerie

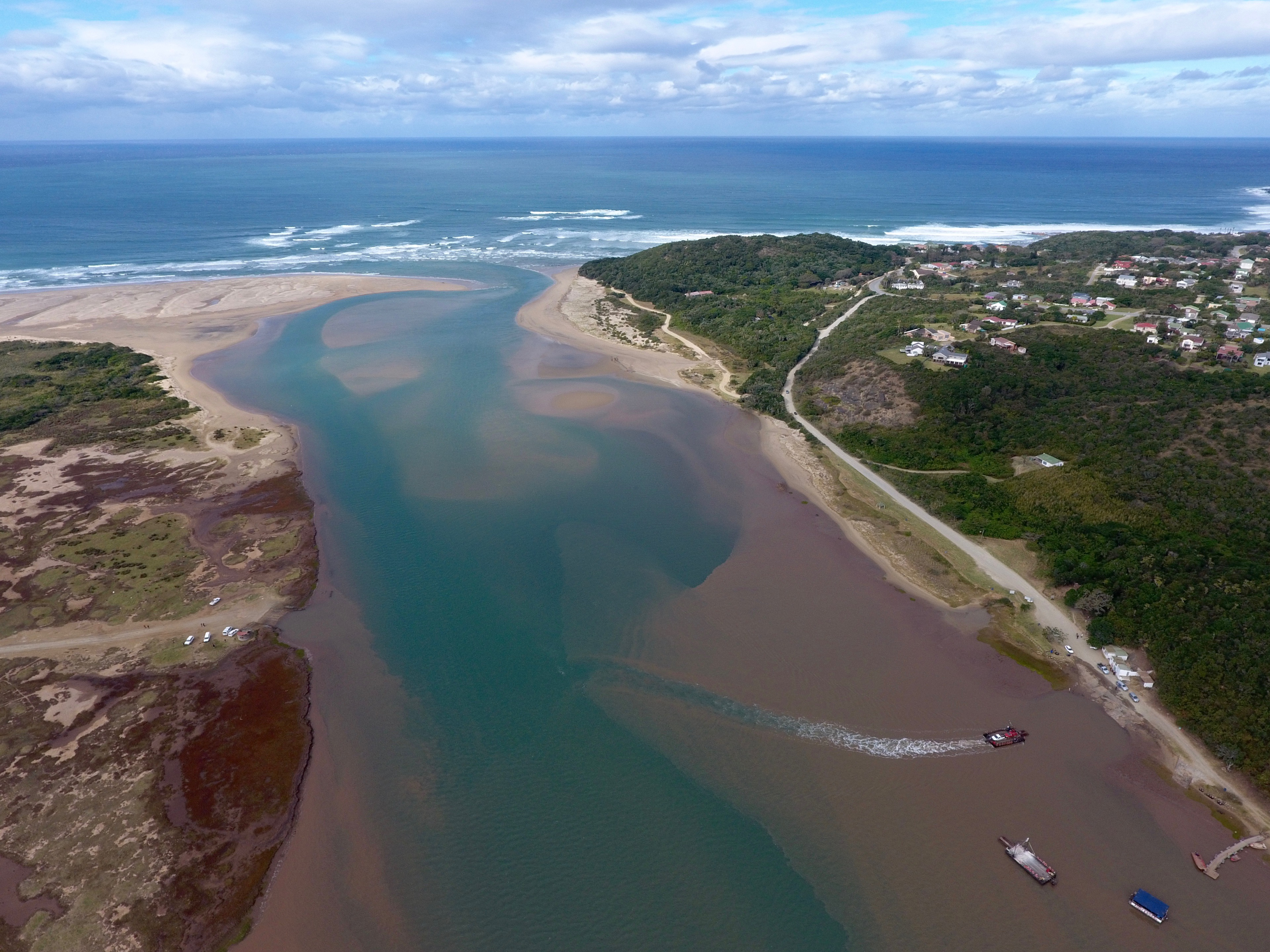
Blick auf die Flussmündung und den Ort
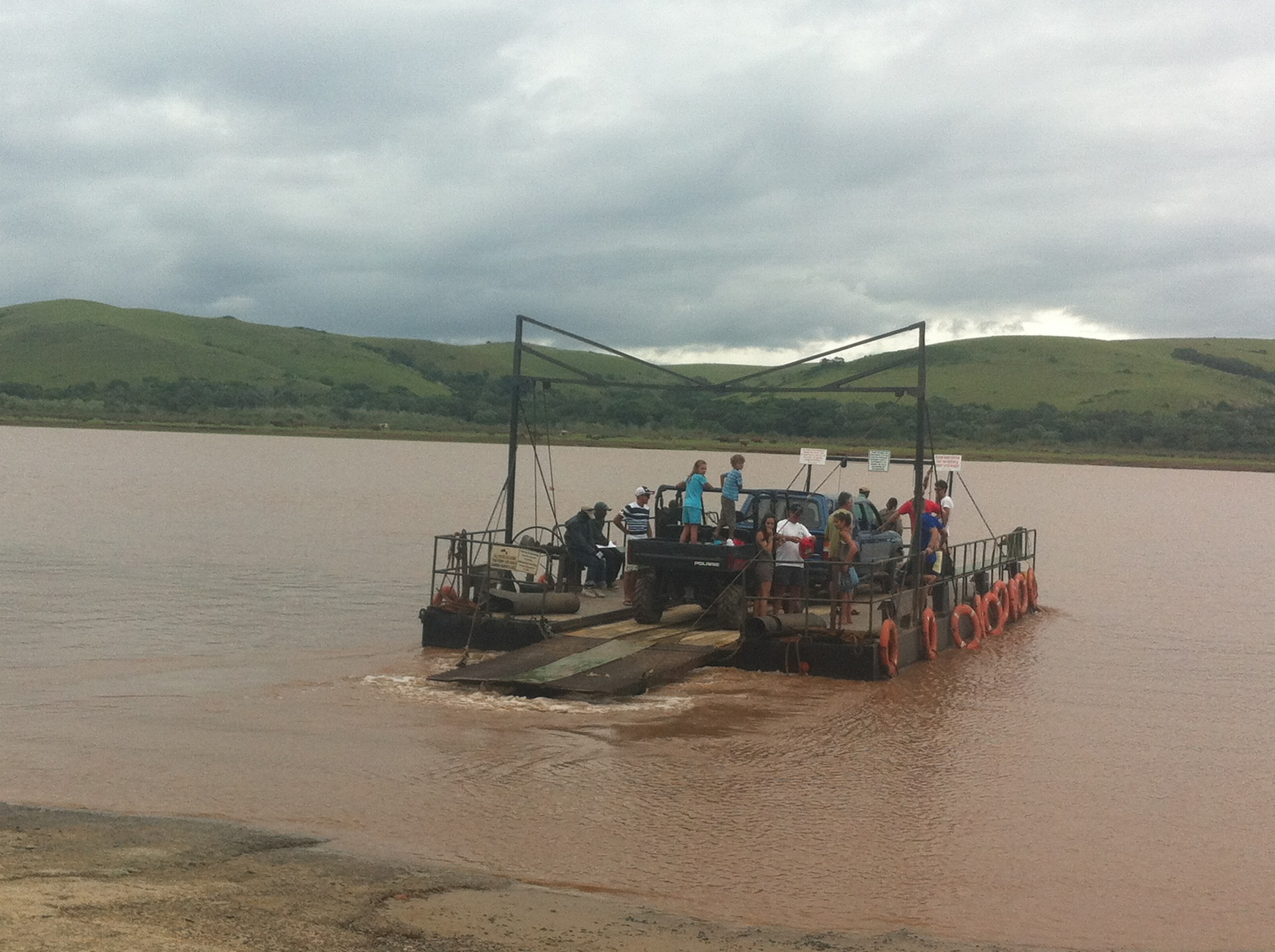
Flussfähre im Ästuar des Great Kei